# Nosferattus
Genre
Nosferattus est un genre d'araignées aranéomorphes de la famille des Salticidae.

## Distribution
Les espèces de ce genre sont endémiques du Brésil.

## Liste des espèces
Selon World Spider Catalog (version 18.0, 27/04/2017) :
- Nosferattus aegis Ruiz & Brescovit, 2005
- Nosferattus ciliatus Ruiz & Brescovit, 2005
- Nosferattus discus Ruiz & Brescovit, 2005
- Nosferattus occultus Ruiz & Brescovit, 2005
- Nosferattus palmatus Ruiz & Brescovit, 2005

## Publication originale
- Ruiz & Brescovit, 2005 : Three new genera of jumping spider from Brazil (Araneae, Salticidae). Revista Brasileira de Zoologia, vol. 22, no 3, p. 687-695 (texte intégral).